# Matice přechodu

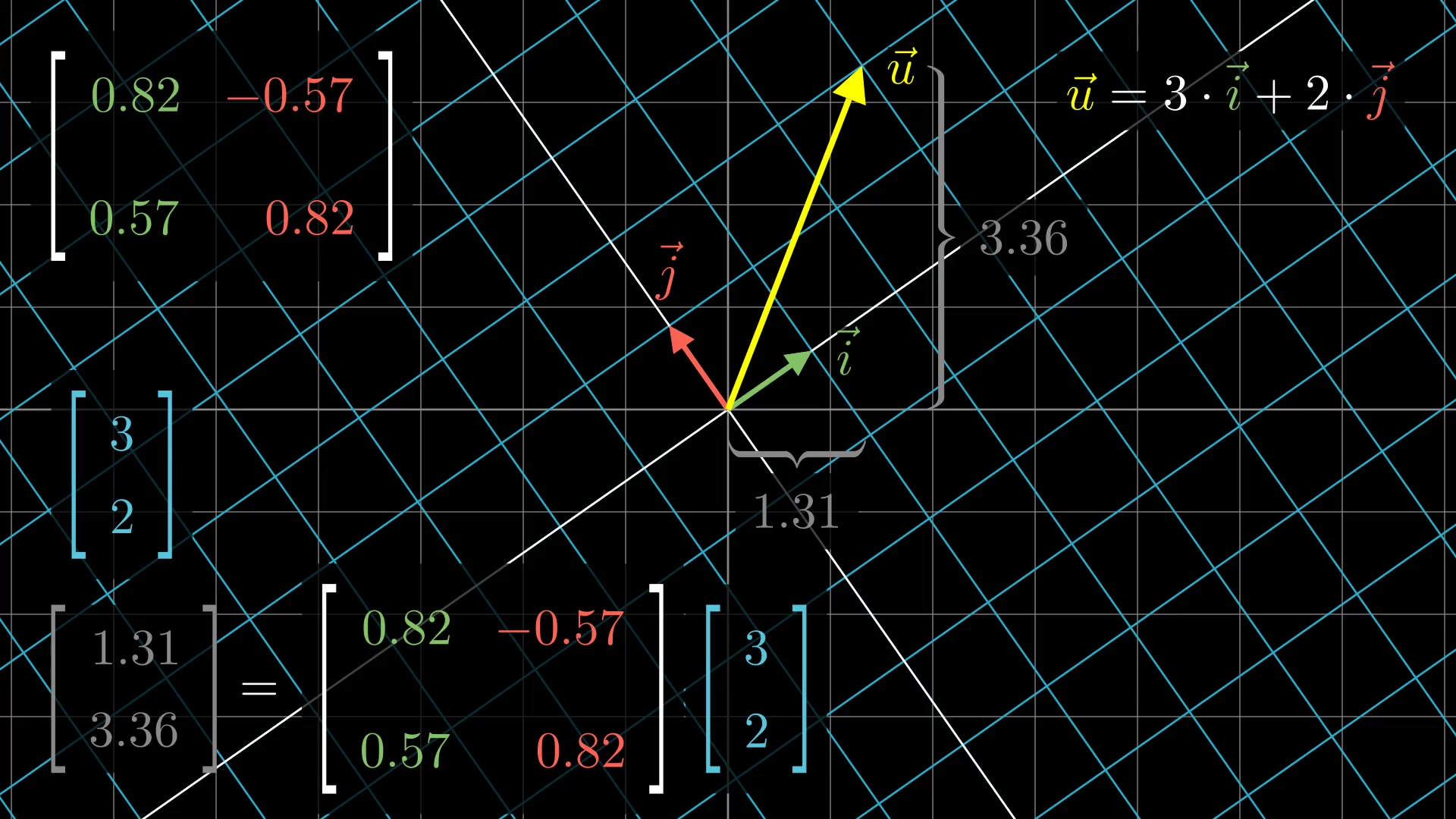
Matice přechodu pro otočení soustavy souřadnic.

Matice přechodu mezi dvěma bázemi vektorového prostoru je nástroj pro snadný převod souřadnic vektorů nebo bodů z jedné souřadné soustavy do druhé. Ve spojení s inverzní maticí se používá k vyjádření lineárního zobrazení v jiné soustavě souřadnic. Toto usnadňuje například modelování fyzikálních polí v ortotropních materiálech.

## Transformace souřadnic
Budeme uvažovat dvě soustavy souřadnic pro vektory ve vektorovém prostoru. Jsou-li {\displaystyle X} a {\displaystyle X'} souřadnice téhož vektoru ve dvou různých souřadných soustavách {\displaystyle {\mathcal {B}}} a {\displaystyle {\mathcal {B}}'}, je možné pomocí matice přechodu {\displaystyle P} pro přechod od báze {\displaystyle {\mathcal {B}}} k {\displaystyle {\mathcal {B}}'} psát {\displaystyle X=PX'}. Matice {\displaystyle P} má tedy ve sloupcích souřadnice vektorů báze {\displaystyle {\mathcal {B}}'} vyjádřené v bázi {\displaystyle {\mathcal {B}}}.

## Příklad
Matice přechodu je ilustrována na obrázku. Soustava {\displaystyle {\mathcal {B}}} má osy vodorovně a svisle, odpovídá šedé mřížce. Soustava {\displaystyle {\mathcal {B}}'} je pootočená proti směru hodinových ručiček a znázorněna modrou mřížkou. Počátek je pro obě soustavy ve středu obrázku a proto můžeme místo vektorů pracovat i s body. Jednotkové vektory soustavy {\displaystyle {\mathcal {B}}'} jsou znázorněny červenou a zelenou barvou. Matice přechodu je matice, jejíž sloupce jsou souřadnice těchto vektorů v šedé soustavě {\displaystyle {\mathcal {B}}} a je v obrázku vlevo nahoře. Vektor {\displaystyle {\vec {u}}} je součtem trojnásobku prvního a dvojnásobku druhého bázového vektoru soustavy {\displaystyle {\mathcal {B}}'}. To definuje souřadnice vektoru v soustavě {\displaystyle {\mathcal {B}}'}. Souřadnice v soustavě {\displaystyle {\mathcal {B}}} je možné najít po dosazení souřadnic vektorů {\displaystyle {\vec {i}}} a {\displaystyle {\vec {j}}} v bázi {\displaystyle {\mathcal {B}}} do vztahu {\displaystyle {\vec {u}}=3{\vec {i}}+2{\vec {j}}}. Protože souřadnice vektorů {\displaystyle {\vec {i}}} a {\displaystyle {\vec {j}}} tvoří sloupce matice přechodu, odpovídá tento zápis maticovému součinu zapsanému v levém dolním rohu obrázku.

## Transformace lineárního zobrazení
Má-li zobrazení v bázi {\displaystyle {\mathcal {B}}} matici {\displaystyle A}, platí pro vzor {\displaystyle X} a obraz {\displaystyle Y} vztah {\displaystyle Y=AX}. V bázi {\displaystyle {\mathcal {B}}'} poté platí {\displaystyle Y'=(P^{-1}AP)X'} a matice {\displaystyle P^{-1}AP} je maticí téhož zobrazení v soustavě {\displaystyle {\mathcal {B}}'}. V technicky významných případech je transformace realizována pootočením a v takovém případě je matice přechodu ortogonální a její inverzní matice {\displaystyle P^{-1}} je rovna matici transponované {\displaystyle P^{T}}.

## Využití matice přechodu ve fyzice a v technické praxi
Transformace je výhodná zejména pokud bázi nové soustavy souřadnic tvoří vlastní vektory zobrazení. V takové bázi je matice zobrazení diagonální a mimodiagonální prvky se neuplatní. Srovnej obecnou difuzní rovnici, ve které vystupuje i smíšená druhá derivace a matematickou formulaci rovnice vedení tepla, kde se již předpokládá vhodná volba soustavy souřadnic, všechny druhé derivace jsou podle jedné proměnné a smíšené derivace se nevyskytují.
V technické praxi v konstitutivních zákonech pro ortotropní materiály bývá obvyklé tabelovat hodnoty pro vlastní směry materiálu a pro případné výpočty v jiných souřadných soustavách se příslušné veličiny přepočítají pomocí matice přechodu. Kromě přímého přístupu pomocí matice transformace je možné využít i další inženýrské techniky produkující jinými prostředky stejné výsledky, například použití směrových kosinů (každá komponenta matice přechodu vyjadřuje kosinus úhlu mezi jednou osou staré a jednou osou nové soustavy souřadnic) nebo Mohrovy kružnice. Například pro dřevo stačí určit tři součinitele vedení tepla v axiálním, radiálním a tangenciálním směru. Pokud materiál modelujeme v souřadné soustavě mající osy v těchto směrech, je matice součinitele tepelné vodivosti diagonální. Pokud je nutné studovat materiál v jiné souřadné soustavě, například kvůli geometrickým vlastnostem, přepočet do jiné soustavy realizuje právě matice přechodu.